# Cohors I Musulamiorum
Die Cohors I Musulamiorum [equitata] (deutsch 1. Kohorte der Musulamer [teilberitten]) war eine römische Auxiliareinheit. Sie ist durch Militärdiplome und Inschriften belegt.

## Namensbestandteile
- Cohors: Die Kohorte war eine Infanterieeinheit der Auxiliartruppen in der römischen Armee.

- I: Die römische Zahl steht für die Ordnungszahl die erste (lateinisch prima). Daher wird der Name dieser Militäreinheit als Cohors prima .. ausgesprochen.

- Musulamiorum: der Musulamer. Die Soldaten der Kohorte wurden bei Aufstellung der Einheit aus dem nordafrikanischen Volk der Musulamer auf dem Gebiet Numidiens rekrutiert.

- equitata: teilberitten. Die Einheit war ein gemischter Verband aus Infanterie und Kavallerie.[A 1]

Da es keine Hinweise auf den Namenszusatz milliaria (1000 Mann) gibt, war die Einheit eine Cohors quingenaria equitata. Die Sollstärke der Kohorte lag bei 600 Mann (480 Mann Infanterie und 120 Reiter), bestehend aus 6 Centurien Infanterie mit jeweils 80 Mann sowie 4 Turmae Kavallerie mit jeweils 30 Reitern.

## Geschichte
Die Kohorte war in den Provinzen Syria und Lycia et Pamphylia (in dieser Reihenfolge) stationiert. Sie ist auf Militärdiplomen für die Jahre 88 bis 138 n. Chr. aufgeführt.
Die Einheit wurde möglicherweise bereits um 41 n. Chr. aufgestellt. Sie hielt sich vermutlich schon um 62/63 in der Provinz Syria auf und nahm möglicherweise auch an den Kämpfen gegen die Parther in Armenien unter Gnaeus Domitius Corbulo teil. Der erste Nachweis der Einheit in Syria beruht auf Diplomen, die auf 88 datiert sind. In den Diplomen wird die Kohorte als Teil der Truppen (siehe Römische Streitkräfte in Syria) aufgeführt, die in der Provinz stationiert waren. Weitere Diplome, die auf 91 datiert sind, belegen die Einheit in derselben Provinz. Die Kohorte hielt sich vermutlich auch noch um 113 in Syria auf.
Möglicherweise nahm die Einheit am Partherkrieg Trajans (98–117) teil und wurde danach unter Hadrian (117–138) in Lycia et Pamphylia stationiert. Der erste Nachweis der Einheit in der Provinz beruht auf einem Diplom, das auf 138 datiert ist. Lycia et Pamphylia gehörte zu den römischen Provinzen, in denen nur ein bis zwei Auxiliareinheiten stationiert waren, die dort allgemeine Polizei- und Verwaltungsaufgaben übernahmen. In dem Diplom ist die Cohors I Musulamiorum als einzige Einheit aufgeführt, aus der Soldaten entlassen wurden.
Vermutlich nahm die Kohorte am Partherkrieg des Lucius Verus um 161/166 teil, in dem sie unterging.

## Standorte
Standorte der Kohorte sind nicht bekannt.

## Angehörige der Kohorte
Folgende Angehörige der Kohorte sind bekannt:

### Kommandeure
| - C(aius) Pupius Severus, ein Tribun (AE 2013, 1643). Er war auch Präfekt der Cohors II Lingonum. - Γ. Μεστριος Σερουιλιανος (G. Mestrius Servilianus), ein χειλιαρχος (ILS 9472) - Gresius Firmus, ein Tribun: er wird auf dem Diplom von 138 als Kommandeur genannt. | - L(ucius) Numisius Laetus, ein Präfekt (AE 1908, 149) - Marcus Caecilius September: er wird auf einem Diplom von 88 als Kommandeur genannt. |

### Sonstige
| - [?], ein Fußsoldat: das Diplom von 138 wurde für ihn ausgestellt. - Bithus, ein Fußsoldat: ein Diplom von 88 (CIL 16, 35) wurde für ihn ausgestellt. | - Γναιος Φιλοπατορος (Cn. Philopator), ein στρατιωτης (Soldat) und Beneficiarius (IGR 3.677) - Ρουφος Κορνηλιανος (Rufus Cornelius), ein Centurio (IGR 3.677) |